# Adrián Gonzalo Peralta
Adrián Gonzalo Peralta (Río Cuarto, Córdoba, 18 de mayo de 1989) es un futbolista profesional que actualmente se desempeña como portero en el Club Atlético Brown de la Segunda División de Argentina.

## Trayectoria

### Inferiores
Adrián Peralta comenzó su formación futbolística en las divisiones juveniles del Estudiantes de Río Cuarto, donde demostró su talento como arquero desde temprana edad, En el año 2006, Peralta se unió a las divisiones inferiores del Belgrano de Córdoba, donde continuó su desarrollo como arquero participando en diversas categorías del Torneo AFA.

### Belgrano de Córdoba
en 2009, dio el salto al equipo de Primera Local de Belgrano de Córdoba, compitiendo en la Liga Cordobesa de Futbol, tiempo antes jugó la sexta, quinta y cuarta de afa y luego salto a la reserva de afa.

### Estudiantes de Río Cuarto Córdoba
En el año 2010, Peralta regresó a su club de origen, donde se integró al plantel de Primera y compitió en el Torneo Federal B, torneo Federal A y la Segunda División de Argentina durante varios años.

### Nueva Chicago
Luego, en el año 2020, se unió al plantel de Primera del Club Nueva Chicago, compitiendo en el Torneo de Primera Nacional y demostrando su valía en el ámbito nacional.

### Sporting Football Club Costa Rica
En 2021, tuvo una experiencia internacional al integrarse al plantel de Primera del Sporting Football Club de Costa Rica, compitiendo en la Primera División de Costa Rica ampliando su experiencia en el fútbol extranjero.

### Estudiantes de Río Cuarto
Regresó a Estudiantes de Río Cuarto en 2022, donde volvió a formar parte del plantel, compitiendo en el Torneo de Primera Nacional en Argentina.

### Brown de  Adrogué
En el año 2024, formó parte del plantel de primera del Club Atlético Brown, compitiendo en el Torneo Nacional de Argentina y continuando su carrera como arquero profesional.